# 18 Wheels of Steel
18 Wheels of Steel (укр. 18 сталевих коліс) — серія комп'ютерних ігор у жанрі автосимулятора вантажних перевезень, що розробляється чеською компанією SCS Software та видана ValuSoft. 18 Wheels of Steel продовжують іншу серію ігор про вантажні автомобілі Hard Truck. Всі ігри серії використовують ігровий рушій Prism3D.
Різні ігри серії видавалися на території Росії та країн СНД такими компаніями, як Бука, Акелла, Новий Диск та інших.

## Ігри серії
- 2002 Hard Truck: 18 Wheels of Steel
- 2004 18 Wheels of Steel: Across America
- 2004 18 Wheels of Steel: Pedal to the Metal
- 2005 18 Wheels of Steel: Convoy
- 2006 18 Wheels of Steel: Haulin'
- 2007 18 Wheels of Steel: American Long Haul
- 2009 18 Wheels of Steel: Extreme Trucker
- 2011 18 Wheels of Steel: Extreme Trucker 2

## Огляд

Скріншот із гри 18 Wheels of Steel: Extreme Trucker.

### Hard Truck: 18 Wheels of Steel
Перша частина ігрової серії «18 сталевих коліс», яка прокладає місток між даною серією ігор та іграми «Hard Truck».

### 18 Wheels of Steel: Across America
Друга частина серії ігор, 18 Wheels of Steel: Across America (укр. 18 сталевих коліс: По дорогах Америки), багато в чому схожа на Hard Truck: 18 Wheels of Steel; використовується аналогічний ігровий рушій з рядом поліпшень, додані нові вантажівки і вантажі, була створена нова локація, яка дозволяє користувачам подорожувати по всій континентальній частині США, і містить більше двадцяти міст. Доступний вибір з 17 екіпажів і більше 30 причепів. Відеогра має власну систему часу, де ігрова година дорівнює хвилині теперішнього часу.
Ця гра зосереджена на перевезені вантажів. На відміну від «Hard Truck: 18 Wheels of Steel», таймер сну був прибраний. Покращена модель трафіку, а також додані літак, вертоліт і поїзда з автентичними звуками.

### 18 Wheels of Steel: Pedal to the Metal
Ігровий ландшафт 18 Wheels of Steel: Pedal to the Metal (укр. 18 сталевих коліс: Пил доріг) вміщує в себе континентальну частину США, а також північну Мексику і південь Канади. Долучення: прибраний в попередній грі таймер сну, удосконалено модель трафіку.

### 18 Wheels of Steel: Convoy
18 Wheels of Steel: Convoy (укр. 18 сталевих коліс: Конвой) вміщує в себе всю територію США, і південну Канаду; мексиканські міста, на відміну від попередньої частини, не представлені. Гравець може подорожувати по більш ніж тридцяти містах; доступний вибір з понад 35 екіпажів, більше 45 вантажів і понад 47 причепів. Значно збільшено розміри локації.
Істотно покращена деталізація графіки, додано відображення водіїв інших вантажівок. Тим не менш, деякі графічні функції, такі як динамічні датчики приладової панелі, були замінені нерухомими текстурами.

### 18 Wheels of Steel: Haulin'
У четвертій частині гри 18 Wheels of Steel: Haulin' (укр. 18 сталевих коліс: Повний загруз) значно поліпшена графіка і додані нові міста. З'явилася можливість використання для користувача саундтреків і збереження гри під час перевезень вантажів. Доступний вибір з 32 екіпажів, більше ніж 45 вантажів і понад 47 причепів.

### 18 Wheels of Steel: American Long Haul
Ця частина, названа 18 Wheels of Steel: American Long Haul (укр. 18 сталевих коліс: Чоловіча робота), містить аналогічну попередній грі локацію.

### 18 Wheels of Steel: Extreme Trucker
У 18 Wheels of Steel: Extreme Trucker (укр. 18 сталевих коліс: Екстремальні далекобійники) змінена концепція ігрового процесу, гравець більше не має можливості вільно пересуватися по відкритій місцевості. Вантажні та легкові автомобілі ліцензовані, використовуються справжні назви.
У грі представлена місцевість з важкопрохідними дорожніми умовами: малозаселені райони Австралії, Юнгас-Роад (також відома як «Дорога смерті») і Тектоякчек.

### 18 Wheels of Steel: Extreme Trucker 2
У 18 Wheels of Steel: Extreme Trucker 2 та ж концепція, що в попередній грі. Старі локації (малозаселені райони Австралії, Юнгас-Роад, Тектоякчек) були доповнені, а також з'явилися 2 нові локації: американський штат Монтана і Бангладеш. Також з'явилися нові вантажівки і вантажі.